# 市之瀬廣太
市之瀬 廣太（いちのせ ひろた、1909年8月20日 - 1995年2月23日）は日本の芸術家。

## 経歴
岐阜県土岐郡土岐村市原（現瑞浪市）の雛人形づくりの家に生まれる。
小学校5年生の時に、江戸川乱歩の小説のとある美しい彫刻のシーンが強烈に印象に残り、自分もいつしかあのような作品が作ってみたいと思う。
18歳から本格的に彫刻を習い始め、翌年、東京の雨宮治郎（日本芸術院会員）の門下生となる。
「ハンティングの自刻像」で構造社展初入選。
1933年(昭和8年)「キネ子の顔」で構造社展最高構造賞、1962年（昭和37年）「破る」で日展菊華賞。
1968（昭和43年）名古屋芸術大学教授となる。
その後、数々の賞を受賞。
1982年（昭和57年）日本彫刻界審査委員となる。
1984年（昭和59年）名古屋芸術大学の名誉教授となる。
1988年（昭和63年）瑞浪市特別功労賞受賞。
1991年（平成3年）市之瀬廣太記念館開館。

## 芸術観
作家生活の60年あまりを通して、彫刻に対する思いを次のように語っている。「素直に自然に向かい、自然から教わりながら乏しい自分の智・意・思・体験などの融和によって欲するものを立体げいじゅつとして表現したいものだ」と。
「彫刻は決して難しいものではなく,感覚的,直感的に見ればよい」(日ごろ口にしたことば)

## その他
雨宮治郎、斎藤素巌に師事。
市之瀬廣太が主宰していた竜門陶舎では、少年期に加藤孝造（陶芸家/人間国宝）が絵画や彫刻を
学んでいた。

## 主な作品
- 1933年（昭和8年） 「キネコの顔」構造社展 最高構造賞受賞
- 1946年（昭和21年）「女の座像」
- 1948年（昭和23年）「首」6月岐阜県展 文部大臣賞受賞
- 1954年（昭和29年）「流想」第10回日展　特選受賞
- 1962年（昭和37年）「破る」菊華賞受賞
- 1984年（昭和59年）「浮島の幻想」など